# RC ARBÖ Gourmetfein Wels/Saison 2011
Dieser Artikel listet Erfolge und Mannschaft des Radsportteams RC ARBÖ Gourmetfein Wels in der Saison 2011 auf.

## Erfolge in der UCI America Tour
In den Rennen der Saison 2011 der UCI America Tour gelangen die nachstehenden Erfolge.
| Datum      | Rennen                 | Kat. | Fahrer         |
| ---------- | ---------------------- | ---- | -------------- |
| 2. Oktober | Tobago Cycling Classic | 1.2  | Riccardo Zoidl |

## Erfolge in der UCI Europe Tour
In den Rennen der Saison 2011 der UCI Europe Tour gelangen die nachstehenden Erfolge.
| Datum    | Rennen                       | Kat. | Fahrer                |
| -------- | ---------------------------- | ---- | --------------------- |
| 6. Juli  | 1. Etappe Sibiu Cycling Tour | 2.2  | Mannschaftszeitfahren |
| 10. Juli | 5. Etappe Sibiu Cycling Tour | 2.2  | Riccardo Zoidl        |

## Zugänge – Abgänge
| Zugänge              | Team 2010           | Abgänge           | Team 2011                       |
| -------------------- | ------------------- | ----------------- | ------------------------------- |
| Christoph Sokoll     | Vorarlberg-Corratec | Rupert Probst     | ARBÖ Gebrüder Weiss-Oberndorfer |
| Christoph Lindlbauer | Neoprofi            | Daniel Gollmann   | Champion System                 |
| Lukas Pöstlberger    | Neoprofi            | Georg Preidler    | Tyrol Team                      |
| Jörg Thalhammer      | Neoprofi            | Franz Grassmann   | Unbekannt                       |
|                      |                     | Sandro Jennewein  | Unbekannt                       |
|                      |                     | Michael Pichler   | Unbekannt                       |
|                      |                     | Matthias Schröger | Unbekannt                       |

## Mannschaft
| Name                  | Geburtstag         | Nationalität |
| --------------------- | ------------------ | ------------ |
| Gernot Auer           | 21. November 1989  | Österreich   |
| Andreas Graf          | 7. August 1985     | Österreich   |
| Paul Illenberger      | 28. Dezember 1991  | Österreich   |
| Christoph Lindlbauer  | 29. Januar 1992    | Österreich   |
| Lukas Pöstlberger     | 10. Januar 1992    | Österreich   |
| Stephan Rabitsch      | 28. Juni 1991      | Österreich   |
| Werner Riebenbauer    | 7. Juli 1974       | Österreich   |
| Martin Riška          | 18. Mai 1975       | Slowakei     |
| Jan Sokol             | 26. September 1990 | Österreich   |
| Christoph Sokoll      | 9. Mai 1986        | Österreich   |
| Jörg Thalhammer       | 16. Juli 1989      | Österreich   |
| Gerhard Trampusch     | 11. August 1978    | Österreich   |
| Matthias Wieneroither | 7. Mai 1991        | Österreich   |
| Riccardo Zoidl        | 8. April 1988      | Österreich   |

## Platzierungen in UCI-Ranglisten
UCI Europe Tour 2011
|       | Fahrer             | Punkte |
| ----- | ------------------ | ------ |
| 302.  | Riccardo Zoidl     | 53,6   |
| 752.  | Werner Riebenbauer | 12     |
| 984.  | Andreas Graf       | 6,6    |
| 987.  | Christoph Sokoll   | 6      |
| 1264. | Stephan Rabitsch   | 1,6    |
| 1264. | Jan Sokol          | 1,6    |
| 1264. | Lukas Pöstlberger  | 1,6    |